# Echilibru chimic
Echilibrul chimic este o stare a reactanților și a produșilor unei reacții chimice reversibile ce se desfășoară la temperatură constantă. Reacția fiind reversibilă nu apare epuizarea sau consumul total al reactanților la atingerea echilibrului. 
Echilibrul este descris cantitativ de legea acțiunii maselor care spune că raportul dintre produsul concentrațiilor produșilor de reacție și produsul concentrațiilor reactanților este o constantă.
{\displaystyle aA+bB\iff cC+dD} 

{\displaystyle K={[C]^{c}\cdot [D]^{d} \over [A]^{a}\cdot [B]^{b}}}
unde:
K este constanta de echilibru la o temperatură dată
[A] ,[B] ,[C] și [D]  sunt concentrațiile molare ale compușilor A, B, C, D

## Starea de echilibru
Un sistem chimic format din reactanți și produși de reacție, care pot să reacționeze între ei, se află în stare de echilibru dacă are o compoziție constantă în timp, la o anumită temperatura și la o anumită presiune.
Caracteristicile unui sistem în stare de echilibru chimic:
- este stabil
- prezintă mobilitate
- are caracter dinamic